# 레치노이 보크잘역 (노보시비르스크 지하철)
레치노이 보크잘 역(러시아어: Речной вокзал)은 러시아 노보시비르스크주 노보시비르스크에 있는 노보시비르스크 지하철 레닌스카야 선의 역이다. 1985년 12월 28일에 개통되었다.